# Chrysonotomyia dussiae
Chrysonotomyia dussiae is een vliesvleugelig insect uit de familie Eulophidae. De wetenschappelijke naam is voor het eerst geldig gepubliceerd in 2009 door Paniagua & Hansson.